# Комиссия по делам старообрядных приходов и по взаимодействию со старообрядчеством
Коми́ссия по дела́м старообря́дных прихо́дов и по взаимоде́йствию со старообря́дчеством — синодальная комиссия Русской православной церкви, действующая с 19 июля 1999 года при Отделе внешних церковных связей Московского патриархата. По словам председателя ОВЦС митрополита Илариона (Алфеева), «Эта комиссия призвана, в частности, осуществлять координацию служения старообрядных приходов Русской Православной Церкви, вырабатывать предложения по концептуальным и каноническим основам их бытия и содействовать их участию в общецерковной жизни».

## История
19 июля 1999 года решением Священного синода при Отделе внешних церковных сношений была образована Комиссия по координации действий Русской православной церкви со старообрядчеством. 24 ноября 1999 года в ОВЦС под председательством митрополита Смоленского и Калининградского Кирилла состоялось первое заседание учреждённой комиссии.
Архиерейский Собор Русской православной церкви, состоявшийся 3-8 октября 2004 года, определил: «Поручить Священному Синоду учредить при Отделе внешних церковных связей Комиссию по делам старообрядных приходов и по взаимодействию со старообрядчеством. Указанной Комиссии оказывать содействие издательской, образовательной, культурной и иной деятельности старообрядных приходов Русской Православной Церкви, осуществляя координацию их служения в сотрудничестве с епархиальными Преосвященными, в канонической юрисдикции которых пребывают старообрядные приходы». Главным инициатором такого взаимодействия выступил председатель отдела внешних связей митрополит Смоленский и Калининградский Кирилл, который выразил намерение оказывать помощь старообрядцам: поддерживать их в издательской, образовательной, культурной деятельности, реализовывать совместные программы в области духовно-нравственного и патриотического воспитания, изучения и восстановления исторического и культурного достояния.
20 апреля 2005 года на основании данного определения Священный Синод Русской православной церкви учредил при Отделе внешних церковных связей Комиссию по делам старообрядных приходов и по взаимодействию со старообрядчеством и определил её персональный состав. Как отметил иерей Иоанн Миролюбов, «если внешние отношения со старообрядческими согласиями впрямую относятся к компетенции Отдела внешних церковных связей, то координация деятельности старообрядных приходов Русской Православной Церкви, безусловно, относится к делам внутренним. Однако в реальной жизни два этих направления зачастую переплетаются и к компетенции Комиссии, созданной решением Архиерейского Собора 2004 года, относятся оба вопроса».
Михаил Тюренков связал учреждение данного отдела с изменением отношения к старообрядчеству в Русской православной церкви «от внимательного, но отрицательного, через безразличное, к также внимательному, но уже куда более лояльному». Роман Майоров написал, что «единоверцы возлагают большие надежды на деятельность комиссии, но при этом осознают, что плодотворной её работа может быть только в том случае, если она будет руководствоваться реальными интересами старообрядных приходов Московского Патриархата».
Первое заседание комиссии состоялось 28 июня 2005 года в Отделе внешних церковных связей Московского Патриархата под председательством митрополита Смоленского и Калининградского Кирилла. На заседании Комиссии был одобрен проект Положения о Комиссии. Был одобрен перспективный план содействия издательской, образовательной, культурной и иной деятельности старообрядных приходов Русской Православной Церкви. 16 июля 2005 года Священный Синода Русской православной церкви утвердил «Положение о деятельности Комиссии по делам старообрядных приходов и по взаимодействию со старообрядчеством».
3 июля 2009 года указом Патриарха Московского и всея Руси Кирилла в Москве при Покровском храме в Рубцове был учреждён Патриарший центр древнерусской богослужебной традиции, призванный стать основной базой для деятельности Комиссии по делам старообрядных приходов.
30 мая 2014 года Священный Синод Русской православной церкви постановил: «Поручить Синодальной богослужебной комиссии совместно с Комиссией по делам старообрядных приходов и по взаимодействию со старообрядчеством отредактировать чины воссоединения с Церковью последователей старообрядческих согласий с учетом постановления Освященного Поместного Собора Русской Православной Церкви 1971 года и последующих соборных актов, после чего представить тексты чинопоследований на утверждение Священному синоду»
Как отмечалось в книге «Старообрядчество в культуре России. Философские и социально-правовые аспекты» (2015) «В числе основных задач, которые решает вновь созданная Комиссия — осуществление координации служения старообрядных приходов Русской православной церкви (в сотрудничестве с епархиальными Преосвященными соответственно их канонической юрисдикции); изучение и обобщение опыта деятельности этих приходов, выявление проблемных вопросов и выработка предложений по их разрешению; выработка предложений по концептуальным и каноническим основам бытия старообрядных приходов Русской Православной Церкви, содействие их участию в общецерковной жизни; содействие издательской, информационной, образовательной, культурной и деятельности старообрядных приходов. Судя по задачам, которые поставила перед собой Комиссия, работа эта сложная и многоаспектная. Сегодня малоперспективны возможности скорого церковного объединения Московского Патриархата и старообрядцев»
В октябре 2017 года протоиерей Иоанн Миролюбов отмечал, что «Комиссия по делам старообрядных приходов не имеет никаких рычагов управления. Нет чётких критериев, по которым можно определить, является ли приход единоверческим или нет. Единоверческие приходы не упоминаются в уставе РПЦ, нет „Положения“ о них. Из-за отсутствия единоверческого епископата судьба единоверческих приходов полностью зависит от отношения местного архиерея, которое может быть очень разным». В январе 2018 года на сайте «Русская вера» отмечалось, что «единоверие во главе со старообрядной комиссией РПЦ сегодня все больше концентрируется на решении своих внутренних вопросов, нежели на взаимодействии со старообрядческими согласиями. Эта тенденция поддерживается некоторыми единоверцами, которые признаются в кулуарах, что старообрядное движение Московской Патриархии в первую очередь должно получить собственное лицо, выработать свой стиль»
29 декабря 2021 года Священный Синод Русской православной церкви поручил Комиссии по делам старообрядных приходов и по взаимодействию со старообрядчеством «разработать проект Положения о старообрядных приходах Русской Православной Церкви и представить его на рассмотрение Священного Синода». 24 марта 2022 года Священный Синод Русской православной церкви утвердил Положение о старообрядных приходах Русской Православной Церкви. В положении сказано, что «представители старообрядных приходов могут обращаться за консультациями и с просьбами о помощи в разрешении возникающих вопросов в учрежденную Священным Синодом Русской Православной Церкви Комиссию по делам старообрядных приходов и по взаимодействию со старообрядчеством»

## Состав
Нынешний состав комиссии утверждён решением Священного синода от 13 октября 2022 года
- митрополит Волоколамский Антоний (Севрюк), председатель Отдела внешних церковных связей, — председатель Комиссии;
- митрополит Тульчинский и Брацлавский Ионафан (Елецких);
- митрополит Нижегородский и Арзамасский Георгий (Данилов);
- архиепископ Элистинский и Калмыцкий Юстиниан (Овчинников);
- архиепископ Гомельский и Жлобинский Стефан (Нещерет);
- епископ Усть-Каменогорский и Семипалатинский Амфилохий (Бондаренко);
- епископ Губкинский и Грайворонский Софроний (Китаев);
- епископ Клинцовский и Трубчевский Владимир (Новиков);
- архимандрит Ахила (Шахтарин), духовник женского старообрядного монастыря в честь иконы Богородицы «Киево-Братская» Киевской митрополии;
- протоиерей Владислав Цыпин, профессор Московской Духовной академии, председатель Историко-правовой комиссии;
- протоиерей Иоанн Миролюбов, руководитель Патриаршего центра древнерусской богослужебной традиции, секретарь Комиссии;
- протоиерей Евгений Саранча, клирик Михаило-Архангельского единоверческого храма с. Михайловская Слобода Московской областной епархии;
- протоиерей Петр Чубаров, настоятель единоверческого храма во имя святителя Николая (Санкт-Петербург);
- протоиерей Игорь Якимчук, секретарь Отдела внешних церковных связей по межправославным отношениям;
- иерей Даниил Хохоня, настоятель старообрядного храма апостола Андрея Первозванного г. Ростова-на-Дону;

бывшие члены
- иеромонах Никита (Добронравов), секретарь комиссии[23] (24 ноября 1998 — 6 мая 2001)
- архиепископ Можайский Григорий (Чирков), викарий Московской епархии; (2005—2018) умер
- епископ Полоцкий и Глубокский Феодосий (Бильченко) (2005—2009)
- епископ Брянский и Севский Феофилакт (Моисеев) (2005—2017)
- архимандрит Дионисий (Шишигин), благочинный Богоявленского округа г. Москвы (2009—2017) умер
- Л. М. Севастьянов, сотрудник Отдела внешних церковных связей; (2009—2019)
- епископ Клинцовский и Трубчевский Сергий (Булатников) (2013[24]—2017)
- митрополит Волоколамский Иларион (Алфеев), председатель Отдела внешних церковных связей, председатель Комиссии;
- митрополит Сумской и Ахтырский Евлогий (Гутченко);
- протоиерей Николай Балашов, заместитель председателя Отдела внешних церковных связей Московского патриархата;
- Д. И. Петровский, сотрудник Отдела внешних церковных связей.